# 喀土穆 (電影)
《喀土穆》（英語：Khartoum）是一部1966年的英國電影，由執導，查爾登·希士頓、羅蘭士·奧利花、主演。

## 演員表
- 查爾登·希士頓 - 查理·喬治·戈登
- 羅蘭士·奧利花 - 穆罕默德·艾哈邁德·馬赫迪

## 外部連結
- 豆瓣电影上《喀土穆》的資料 （简体中文）
- 时光网上《沙漠龙虎会》的資料（简体中文）
- AllMovie上《喀土穆》的资料（英文）
- 爛番茄上《喀土穆》的資料（英文）
- TCM电影资料库上《喀土穆》的资料（英文）
- 互联网电影数据库（IMDb）上《喀土穆》的资料（英文）